# Malina (film 1991)
Malina è un film del 1991 diretto da Werner Schroeter.